# Virág Csurgó
Virág Csurgó (10 november 1972) is een tennisspeelster uit Hongarije.
Tussen 1988 en 1996 nam Csurgó voor Hongarije zestienmaal deel aan de Fed Cup.
Op de Olympische zomerspelen van Atlanta kwam Virág Csurgó uit op het enkel- en met Andrea Temesvári op het dubbeltoernooi. In beide gevallen kwam zij tot de tweede ronde.